# Pénzbüntetés
A pénzbüntetés a magyar büntetőjogban egy olyan büntetőjogi szankció, mely vagyoni jellegű hátrányt okoz a bűncselekmény elkövetőjének, és ezt az összeget az állam javára tartozik megfizetni. Pénzzel kapcsolatos szankció még a szabálysértési eljárásban kiszabható pénzbírság.

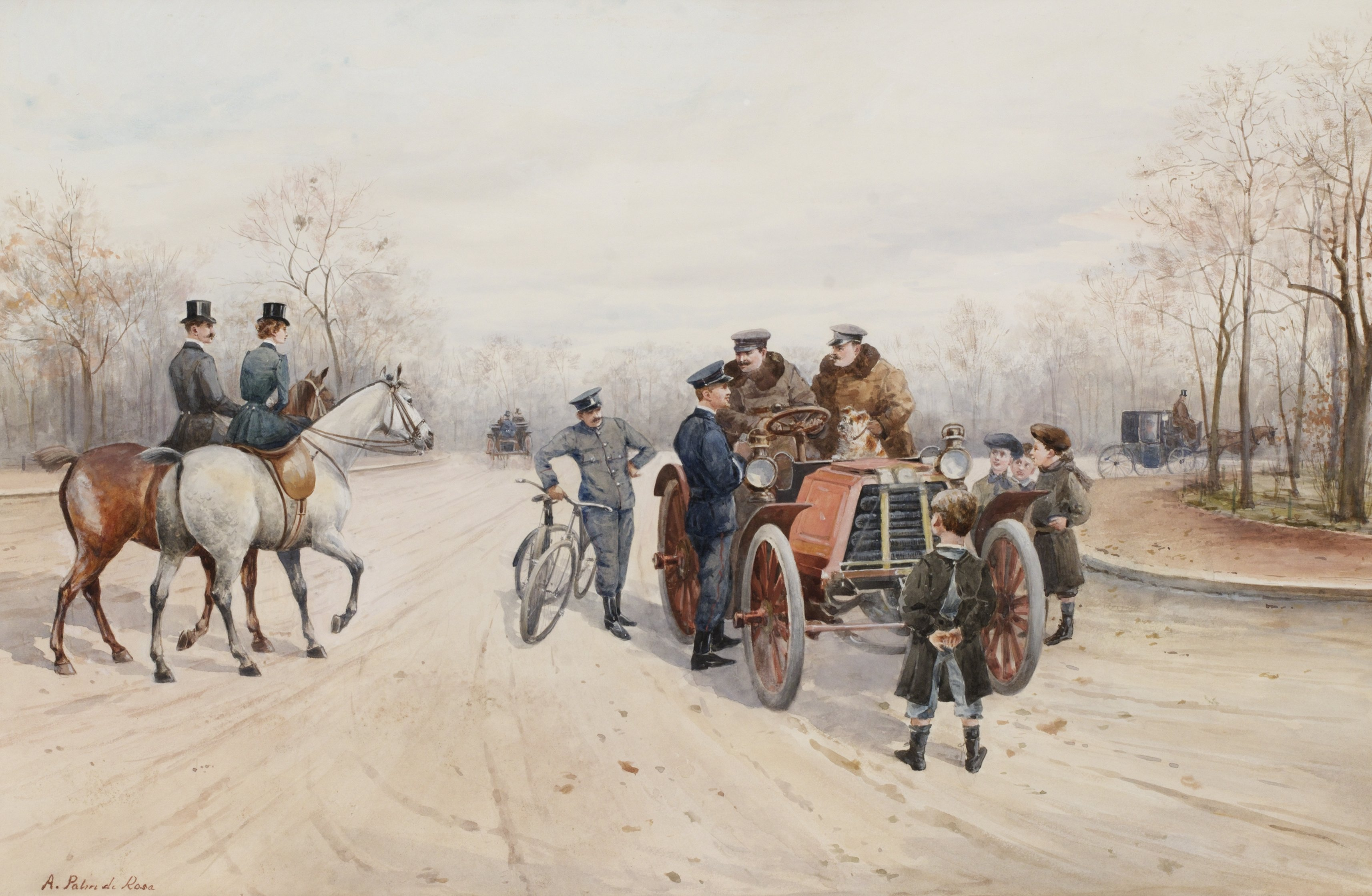

## Történeti áttekintés
Első hazai szabályozása a Csemegi-kódexben található. Itt fő- és mellékbüntetésként is alkalmazták, túlnyomórészt kihágások esetén, illetve három vétségi alakzatban. A II. büntetőnovella (1928) aztán alternatív büntetési nemmé tette, alkalmazhatóvá vált bármely vétség vagy kihágás esetében szabadságvesztés helyett. Az 1950-es Btá. már főszabállyá tette, hogy mellékbüntetésként lehessen alkalmazni, főbüntetésként csak kivételes helyzetben lehetett.
Az 1961. évi, ún. szocialista Btk. már enyhítő körülmények felbukkanása esetén kezdte előírni az egyes bűncselekmények pénzzel való büntetését. Az 1973. évi 14. sz. tvr. már lehetővé tette a hazai büntetőjogban a kétfokú enyhítést, ezzel elindult a pénzbüntetés reneszánsza. Napjainkban is tart az a tendencia, hogy speciális preventív hatása miatt kívánatosabb alkalmazni, mint a szabadságvesztés-büntetést.

## Sajátosságok

### Előnyei
- Nem ragadja ki az elkövetőt a fennálló családi, társadalmi, munkahelyi környezetéből
- Stigmatizáló hatása kisebb
- Gazdasági vetület: az egyén nem esik ki a munkából, az állam pedig plusz bevételhez jut
- Fokozható és jól egyéniesíthető
- Téves ítélet esetén a jóvátétel alkalmazható

### Hátrányai
- Nem azonos a hatása különböző szociális helyzet esetén
- Negatív hatással van az elkövető családjára
- Nem feltétlenül személyes jellegű (más is fizethet az elkövető helyett)

## A 2012. évi C. törvényben
A pénzbüntetést úgy kell kiszabni, hogy - figyelemmel a cselekménnyel elért vagy elérni kívánt vagyoni előnyre is - meg kell állapítani a pénzbüntetés napi tételeinek számát és - az elkövető vagyoni, jövedelmi, személyi viszonyaihoz és életviteléhez mérten - az egynapi tételnek megfelelő összeget.
Akit határozott tartamú szabadságvesztésre ítéltek, és megfelelő keresete (jövedelme) vagy vagyona van, ha a bűncselekményt haszonszerzés céljából követte el, pénzbüntetésre is kell ítélni. 
A pénzbüntetés legkisebb mértéke harminc, legnagyobb mértéke ötszáznegyven napi tétel. Egy napi tétel összegét legalább ezerháromszáz, legfeljebb hatszázötvenezer forintban kell meghatározni.
Ha az elítélt a pénzbüntetést nem fizeti meg, illetve részletfizetés engedélyezése esetén egyhavi részlet megfizetését elmulasztja, a pénzbüntetést vagy annak meg nem fizetett részét szabadságvesztésre kell átváltoztatni.
A meg nem fizetett pénzbüntetés helyébe lépő szabadságvesztést úgy kell megállapítani, hogy egy napi tétel helyébe egy napi szabadságvesztés lép. Ilyenkor a szabadságvesztés két hónapnál rövidebb is lehet. 
Ha a pénzbüntetést végrehajtandó szabadságvesztés mellett szabták ki, vagy a felfüggesztett szabadságvesztés végrehajtását elrendelték, a pénzbüntetés helyébe lépő szabadságvesztés végrehajtási fokozatára a szabadságvesztés fokozata az irányadó.
A (3) bekezdésben meghatározott eseten kívül a pénzbüntetés helyébe lépő szabadságvesztést fogház fokozatban kell végrehajtani.

## Fiatalkorúak
A 18. életévüket be nem töltött személyek esetében a törvény itt is enyhítő jellegű rendelkezéseket tartalmaz. Fiatalkorúra pénzbüntetést akkor lehet kiszabni, ha önálló keresete (jövedelme) vagy megfelelő vagyona van. A pénzbüntetést és a pénzmellékbüntetést behajthatatlansága esetén kell szabadságvesztésre átváltoztatni.